# Monmouthshire
Monmouthshire (galeză Sir Fynwy) este una dintre cele 22 zone de consiliu ale Țării Galilor. Orașele importante sunt: Abergavenny (14.000 loc.), Caldicot (11.000 loc.), Chepstow (14.000 loc) și Monmouth (8.500 loc.). Sediul consiliului se află în orașul Cwmbran, aflat într-un comitat adiacent.